# جی کی فیلمز
جی کی فیلمز (انگلیسی: GK Films) نام کمپانی انگلیسی تولید فیلم می‌باشد؛ که در سال ۱۹۹۰ توسط گراهام کینگ تأسیس شد.

## فیلم شناسی
- ویکتوریای جوان (۲۰۰۹)
- لبه تاریکی (فیلم ۲۰۱۰) (۲۰۱۰)
- شهر (فیلم ۲۰۱۰) (۲۰۱۰)
- London Boulevard (2010)
- توریست (فیلم ۲۰۱۰) (۲۰۱۰)
- رنگو (فیلم ۲۰۱۱) (۲۰۱۱)
- خاطرات عجیب و غریب (۲۰۱۱)
- هیوگو (فیلم) (۲۰۱۱)
- در سرزمین خون و عسل (۲۰۱۱)
- سایه‌های سیاه (۲۰۱۲)
- آرگو (فیلم ۲۰۱۲) (۲۰۱۲)
- جنگ جهانی زد (۲۰۱۳)
- پسران نیوجرسی (فیلم ۲۰۱۴) (۲۰۱۴)
- موج پنجم (فیلم) (۲۰۱۶)
- متفقین (فیلم) (۲۰۱۶)
- سر ظهر (۲۰۱۷)
- دیوانگی (۲۰۱۷)